# Michael Schaack
Michael Schaack (* 1957 in Hamburg) ist ein deutscher Regisseur und Filmproduzent.

## Leben und Wirken
Michael Schaack studierte an der Hochschule für Fernsehen und Film München. Nach seinem Abschluss 1982  gründete er im Jahr 1985 die Trickompany Filmproduktion GmbH in Hamburg. Bis Ende der 1980er-Jahre zeichnete und produzierte er Werbespots und Kurzfilme, etwa für die Fernsehsendungen Löwenzahn, Sandmännchen (1987), Sesamstraße und Die Sendung mit der Maus.
1990 kam der Durchbruch für Michael Schaack: Werner – Beinhart!, der erste von ihm mitgeleitete Zeichentrickfilm in Spielfilmlänge (Regie: Gerhard Hahn, Produzent: Bernd Eichinger), hatte 5,4 Millionen Zuschauer und erhielt damit eine Goldene Leinwand. Er führte ebenfalls Regie und produzierte die Filme Der kleene Punker (1992), Felidae (1994) und Werner – Das muß kesseln!!! (1996), der mit 5,5 Millionen Zuschauern und einer verliehenen Goldene Leinwand an den Erfolg des ersten Werner-Zeichentrickfilms anknüpfen konnte.
Im Jahre 1999 gewann Michael Schaack den Deutschen Videopreis 1998 für den Langfilm Pippi Langstrumpf.
Michael Schaack ist vor allem durch Comicverfilmungen bekannt geworden (Werner, Der kleene Punker, Kleines Arschloch, Käpt’n Blaubär – Der Film), hat jedoch im Filmgeschäft verschiedene Tätigkeiten ausgeführt: Synchronsprecher, Regisseur, Dialog-Regisseur, Drehbuchautor, Kameraassistent, Filmproduzent, ausführender Produzent.

## Filmografie (Regisseur)
- 1990: Werner – Beinhart!
- 1992: Der kleene Punker
- 1993: Ottos Ottifanten
- 1994: Felidae
- 1996: Werner – Das muß kesseln!!!
- 1997: Kleines Arschloch
- 1997: Loggerheads – Björn und die wilden Wikinger
- 1997: Pippi Langstrumpf
- 2003: Werner – Gekotzt wird später!
- 2004: Derrick – Die Pflicht ruft!
- 2006: Dieter – Der Film
- 2006: Das kleine Arschloch und der alte Sack – Sterben ist Scheiße
- 2007: Das doppelte Lottchen
- 2011: Werner – Eiskalt!

## Auszeichnungen
- 1999 – DIVA-Award